# Altica aenescens
Altica aenescens är en skalbaggsart som först beskrevs av Julius Weise 1888.  Altica aenescens ingår i släktet Altica, och familjen bladbaggar. Enligt den finländska rödlistan är arten sårbar i Finland. Arten har ej påträffats i Sverige. Artens livsmiljö är skogar.

## Bildgalleri

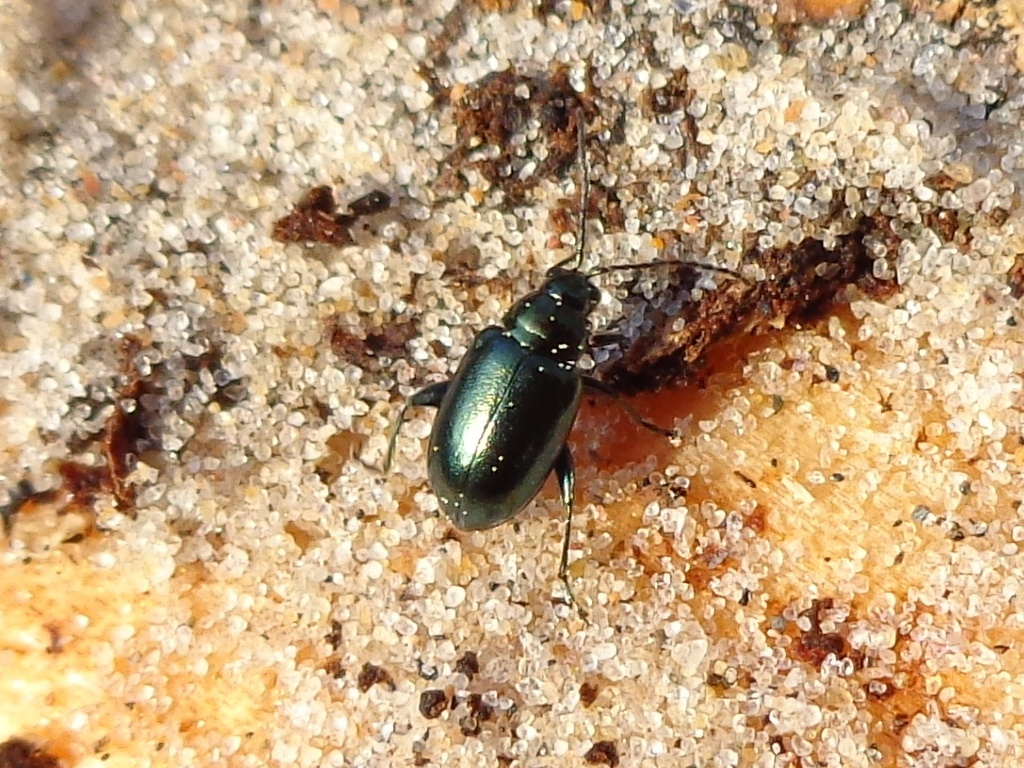